# とっちりとん
とっちりとんは、江戸時代の日本で流行した音楽。

## 概要
元号の文化・文政の年間である1804年から1830年に流行した音楽。三味線の終わりにとっちりとんと弾くという音楽。
発祥は寛政の頃である。歌は優美であり、幕末の情調が豊かな節回しである。江戸で始まった音楽なのであるが、直ちに上方にも及んでいった。
岩波文庫で出版された『江戸端唄集』に収録されている。